# Badalhoca
Badalhoca, właściwie Antônio Carlos Gueiros Ribeiro (ur. 5 października 1957 w Rio de Janeiro) – brazylijski siatkarz, medalista igrzysk olimpijskich i igrzysk panamerykańskich.

## Życiorys
Badalhoca był w składzie reprezentacji Brazylii, która zdobyła srebrny medal podczas igrzysk panamerykańskich 1979 w San Juan. Wystąpił na igrzyskach olimpijskich 1980 w Moskwie. Zagrał wówczas w dwóch meczach fazy grupowej, a Brazylijczycy zajęli 5. miejsce w turnieju. W 1983 zdobył złoto podczas kolejnej edycji igrzysk panamerykańskich w Caracas. W następnym roku po raz drugi zagrał na igrzyskach olimpijskich, organizowanych w Los Angeles. Wystąpił we wszystkich pięciu meczach fazy grupowej oraz w przegranym meczu finałowym ze Stanami Zjednoczonymi.
Badalhoca grał w brazylijskich klubach Fluminense FC oraz Botafogo z którym wywalczył mistrzostwo Brazylii w sezonie 1975/76 i klubowe mistrzostwo Ameryki Południowej sezon później i wicemistrzostwo tych rozgrywek w kolejnym roku. W 1979 przeniósł się do Włoch, gdzie grał w zespołach Consar Ravenna, Panini Modena (2. miejsce w Serie A1 w sezonie 1980/81). W latach 1981–1984 występował w brazylijskim Bradesco/Atlântica, z którym triumfował podczas klubowych mistrzostw Ameryki Południowej w 1982 i zajął drugie miejsce w następnym roku. W sezonie 1986/87 grał we włoskim zespole Pallavolo Catania.